# Eldblomsterpickare
Eldblomsterpickare (Dicaeum igniferum) är en fågel i familjen blomsterpickare inom ordningen tättingar som förekommer i Indonesien.

## Utbredning och systematik
Eldblomsterpickare behandlas antingen som monotypisk eller delas in i två underarter med följande utbredning:
- D. i. igniferum – förekommer i Små Sundaöarna (Sumbawa, Komodo, Flores, Lomblen och Besar)
- D. i. cretum – förekommer i Små Sundaöarna (Pantar och Alor)

## Status
IUCN kategoriserar arten som livskraftig.